# Los Catinos
Los Catinos è una cover band spagnola fondata a Barcellona nel 1962 e che è stata attiva negli anni sessanta e settanta.

## Organico
Inizialmente il gruppo era composto da sei elementi e si chiamava Los Ticanos. Con questa formazione incise l'EP di debutto del 1963; successivamente la band si è però esibita come quintetto, con i seguenti elementi:
- Manolo Vehi Méndez (nato a Barcellona il 17 aprile 1936, voce)
- José Antonio Muñoz Fortes (nato a Mérida il 29 dicembre 1939, basso elettrico)
- Jordi Casas Valls (tastiere, poi sostituito da Manuel de los Ojos Prieto, nato a Barcellona il 19 febbraio 1941)
- Marcelo Pinilla Marín (nato a Barcellona il 31 dicembre 1945, chitarra elettrica)
- Fernando Luna Figueras (nato a Barcellona il 19 febbraio 1942, batteria)

Dal 1963 al 1966 il gruppo incise per la casa discografica Discos Vergara; dal 1967 al 1973 per la Discos Belter.

## Repertorio
Le cover in castigliano dei Los Catinos hanno riguardato prevalentemente brani famosi del repertorio pop e beat di quegli anni, di produzione francese, italiana, statunitense e britannica:
- El primer beso
- Guitarra Suena Mas Bajo (La Hora) (Chitarra suona più piano, da Nicola Di Bari)
- Se oculta el sol (S'è spento il sole, da Adriano Celentano)
- Chica tengo noticias para tí
- Isla de Wight (Wight Is Wight di Michel Delpech)
- La Tramontana (La Tramontana, di Antoine)
- Corazón loco (Cuore Matto, da Little Tony)
- El último vals (L'ultimo valzer)
- Dulce rosa gitana
- Llama tres veces
- Deborah (Deborah, da Fausto Leali)
- Sacramento
- Scaba badi bi du
- El Mundo (Il Mondo, da Jimmy Fontana)
- San Francisco
- La balada de Bonnie and Clyde (La ballata di Bonnie e Clyde)
- Mi vida
- La leyenda de Xanadú
- No tiene edad

## Anni recenti
Sebbene il gruppo dei Los Catinos non abbia avuto grande successo, pur essendo stato paragonato ai connazionali Los Mustang, nonostante la grande quantità di versioni registrate e lanciate sul mercato discografico, ha goduto di una certa popolarità con recensioni ed articoli su riviste specializzate, come ad esempio il periodico Fans.
Nel 1991 hanno registrato un album discografico intitolato Canciones Románticas.